# 최상열 (법조인)
최상열(崔相烈, 1958년 ~ )은 대한민국의 제36대 광주고등법원장을 맡고 있는 법관이다. 

## 생애
대구광역시에서 태어나 경북고등학교와 서울대학교 법과대학을 졸업하고 제23회 사법시험에 합격하여 사법연수원 14기를 수료했다. 1988년 서울지방법원 동부지원 판사에 임용되어 1994년 부산고등법원 판사, 1997년 대법원 재판연구관을 하다가 서울민사지방법원, 서울고등법원 판사를 거쳐 2005년에 부장판사가 되어 서울중앙지방법원, 부산고등법원, 서울고등법원을 거쳤다. 2014년 2월에는 제17대 울산지방법원장과 제19대 울산광역시 선거관리위원장에 임명되어 2년간 역임한 이후 2016년에 서울고등법원 부장판사로 재판장을 맡았으나 2018년 2월에 제36대 광주고등법원장에 임명되었다.
김우종 전 경희대 교수와 소설가 이호철씨 등 문인간첩단 사건의 피해자와 유족 7명이 국가를 상대로 낸 손해배상 청구소송에서  "김씨 등이 지난 2003~2008년 민주화운동 관련자로 지정돼 생활지원금을 받았기 때문에 정신적 손해배상을 청구할 자격이 없다"는 국가의 주장에 대해 " 민주화운동보상법에 따라 지급한 보상금이 위자료까지 포함하는 것은 아니"라며 "국가는 총 6억 9600여만원을 지급하라"며 원고 일부승소 판결했다.